# Boda Domokos
Boda Domokos (Alistál, 1921. április 19. – Szeged, 2015. január 22.) Széchenyi-díjas magyar orvos, gyermekgyógyász, egyetemi tanár.
Kutatási területe a folyadék- és elektrolit-anyagcserére, a légzési zavarok patológiájára, az újszülöttkori adaptációs zavarokra, a heveny anyagcserezavarokra és a hyperurikaemiák patológiájára terjedt ki.

## Életpályája
1921-ben született a Magyarországtól frissen elszakított Alistálon, 1920-tól Csehszlovákia (ma Szlovákia). Felsőfokú tanulmányait a Pázmány Péter Tudományegyetemen végezte 1939–44 között, 1944-ben kapott orvosi diplomát. 1944–1946 között katonáskodott. 1946-51-ig a pesterzsébeti gyermekkórházban segédorvosi, majd alorvosi beosztásban dolgozott. 1951-től 1962-ig a László Kórház osztályvezető főorvosa volt. Gyermekgyógyászatból 1950-ben, fertőző betegségekből 1961-ben, gyermekkardiológiából 1979-ben szakvizsgázott. Hypernatraemia a csecsemőkor pathológiájában c. kandidátusi értekezését 1959-ben védte meg. Akadémiai nagydoktori értekezésével, A légzési zavar elhárítása poliomyelitisben és egyéb heveny életveszélyállapotokban témakörben, 1965-ben érte el a tudományok doktora fokozatot. 1963. január 1-jén kinevezték tanszékvezető egyetemi tanárnak a Szegedi Orvostudományi Egyetem Gyermekklinikájára, ezt a pozíciót 1991. június 30-ai nyugdíjazásáig töltötte be. E közben, 1991. január 22-étől június 30-áig az orvosegyetem rektorhelyettesi teendőit is ő látta el. 1991-ben emeritálták, haláláig a professzor emeritusok aktív életét élte, kutatott, könyveket írt.

## Munkássága
Mind a hazai, mind a nemzetközi tudományos közéletben jelentős szerepet töltött és tölt be: az MTA Orvostudományok Osztálya Klinikai Bizottságának elnöke (1982–90); a Magyar Gyermekorvosok Társaságának tagja (1946–), majd elnöke (1980–85); a Korányi Társaságnak tagja (1955–), majd elnökségi tagja (1980–91); a Magyar Infektológiai Társaságban elnökségi tag (1958–). Számos európai és nemzetközi gyermekorvosi társaság tiszteletbeli vagy levelező tagja. 1971-ben egy szemesztert a Kaliforniai Egyetemen (Los Angeles, USA) tanított vendégprofesszorként.
Számos hazai és külföldi szakmai folyóiratnál vállalt szerkesztőbizottsági tagságot: Gyermekgyógyászat (1963–), Acta Paediatrica Hungarica (1965–), Orvosi Hetilap (1984–), Lege Artis Medicinae (1990–), Magyar Pediáter, Monatsschrift für Kinderheilkunde (1978–1985), Annals of Medicine (1985–92), Annals of Clinical Research.
234 tudományos közleménye jelent meg nyomtatásban, többnyire angol nyelven. Gyermekgyógyászat c. jegyzeteiből, majd egyetemi tankönyveiből generációk tanultak.

## Művei (válogatás)
- Folyadék- és elektrolyt-therápia. Budapest : Medicina, 1960. 168 p.
- Ventilation stiudies in pneumonia of the infant and the child. (László Murányival). Acta Paediatr. Scand. 1962.
- Ventilation stiudies in children of different ages. (László Murányival). Uo. 1962.
- Respiratios therápia. (Murányi Lászlóval). Budapest, Medicina, 1962. 235 p.
- Peritoneal dialysis in the treatment of hyaline membrane disease of newborn premature infants. Results of a controlled trial. (Társszerzőkkel). Acta Paediatr. Scand. 1971.
- Effect of allopurinol treatment in premature infants with idiopathic respiratory distress syndrome. (Társszerzőkkel). Dev. Pharmacoé. Ther. 1984.
- Role of hyperuricaemia in critically ill patients especially newborns. Acta Pediatr. Hung., 1984.
- Gyermekgyógyászat. Budapest : Medicina, 1981. 556 p. (2. átdolg. kiad. 1985. 590 p.)
- Sorsfordulók. (Önéletrajzi mű.) Budapest : Harmat Kiadó, 2003. 120 p. ISBN 9639148962

## Kitüntetések (válogatás)
- Kiváló Újító arany fokozat (1959)

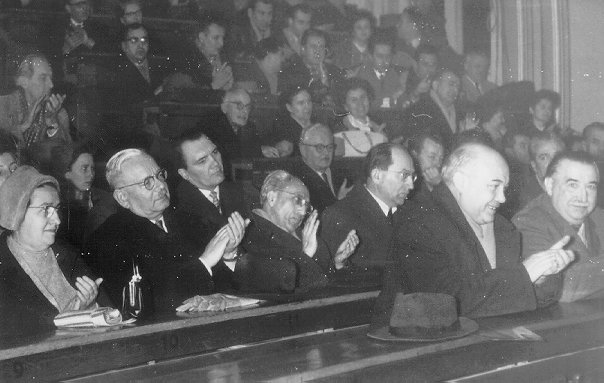
Nagygyűlés az Auditórium Maximumban, 1960-as évek.
Balról a második sorban Julesz Miklósné, Julesz Miklós, tőle balra kicsit mögötte Boda Domokos

- MGYT Bókay János emlékérem (1965, 1968)
- Kiváló orvos (1976)
- SZOTE Jancsó Miklós-emlékérem (1977)
- MGYT Schöpf-Mérei Ágost-emlékérem (1980)
- Magyar Vöröskereszt Centenáriumi Emlékérem (1981)
- MGYT Gerlóczy Zsigmond-emlékérem (1982)
- Munka Érdemrend arany fokozat (1987)
- Széchenyi-díj (1991) – a magyar gyermek-egészségügyért végzett kimagasló színvonalú, áldozatos munkája elismeréseként.
- Szeged város díszpolgára (1995)
- „UNICEF-virágcsokor” (1996)
- A Magyar Köztársasági Érdemrend középkeresztje (2001)
- Alistál díszpolgára (2005)